# Cymatium pileare
Cymatium pileare är en snäckart som först beskrevs av Carl von Linné 1758.  Cymatium pileare ingår i släktet Cymatium och familjen Ranellidae. Inga underarter finns listade i Catalogue of Life.

## Bildgalleri

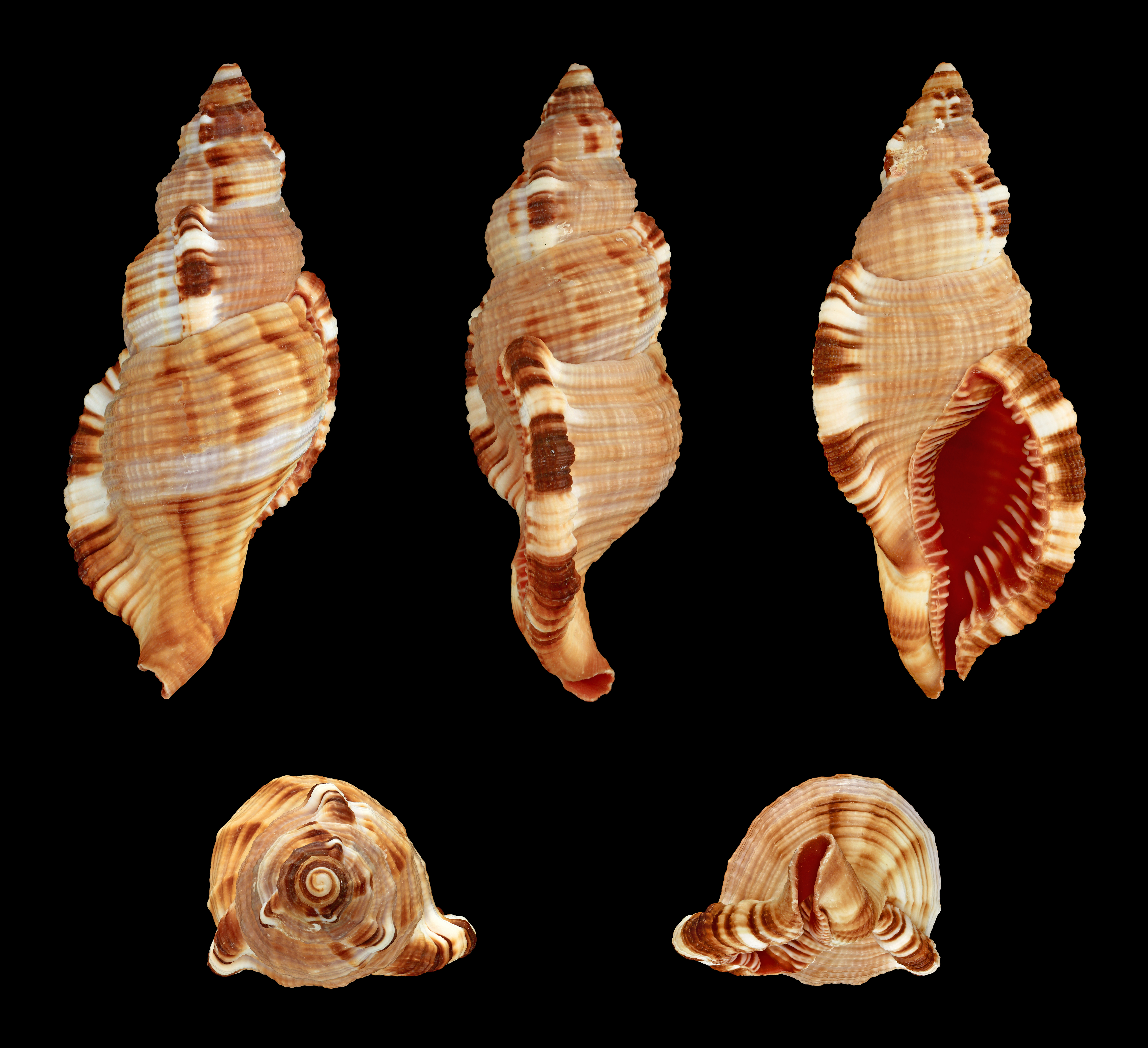